# Комітет Верховної Ради України з питань гуманітарної та інформаційної політики
Комітет Верховної Ради України з питань гуманітарної та інформаційної політики — утворений 29 серпня 2019 у Верховній Раді України IX скликання. У складі комітету 17 депутатів, голова Комітету — Ткаченко Олександр Владиславович, Потураєв Микита Русланович (із 17 червня 2020 року).

## Склад
У складі комітету станом на 18 лютого 2021:
1. Потураєв Микита Русланович — голова Комітету
2. Констанкевич Ірина Мирославівна — перший заступник голови Комітету, голова підкомітету з питань національної та культурної пам'яті
3. Кравчук Євгенія Михайлівна — заступник голови Комітету, голова підкомітету з питань інформаційної політики
4. Сушко Павло Миколайович — заступник голови Комітету, голова підкомітету у сфері кінематографу та реклами
5. Лерос Гео Багратович — заступник голови Комітету
6. Абдуллін Олександр Рафкатович — секретар Комітету
7. Боблях Андрій Ростиславович — член Комітету
8. Богуцька Єлізавета Петрівна — член Комітету
9. В'ятрович Володимир Михайлович — член Комітету
10. Кабанов Олександр Євгенійович — член Комітету
11. Качний Олександр Сталіноленович — член Комітету, голова підкомітету з питань розвитку гуманітарної сфери в умовах децентралізації
12. Княжицький Микола Леонідович — член Комітету, голова підкомітету з питань культурної політики
13. Кузьмін Ренат Равелійович — член Комітету
14. Нальотов Дмитро Олександрович — член Комітету, голова підкомітету з питань туризму та курортів
15. Павленко Юрій Олексійович — член Комітету
16. Рябуха Тетяна Василівна — член Комітету, голова підкомітету у справах сім'ї та дітей
17. Федина Софія Романівна — член Комітету
18. Санченко Олександр Володимирович — член Комітету, голова підкомітету з питань музичної індустрії

## Предмет відання
Предметом відання Комітету є:
- культурно-просвітницька діяльність (видавнича справа, бібліотечна справа, народні художні промисли);
- культурно-мистецька діяльність (професійні творчі спілки, театри, музика, школи естетичного виховання, артринок, дизайн, галереї, організація виставок, концертів, фестивалів тощо);
- медійна індустрія (телебачення, ОТТ та IPTV, платформи з розповсюдження інформації, радіо), національна кіноіндустрія;
- аудіовізуальний ринок;
- рекламна діяльність;
- охорона історико-культурної спадщини (музейна справа, архівна справа, діяльність заповідників, вивезення, ввезення і повернення культурних цінностей);
- друковані, електронні засоби масової інформації, у тому числі соціальні медіа, мережа Інтернет;
- туризм та туристична діяльність;
- курорти та рекреаційна діяльність;
- державна політика у сфері свободи совісті та релігійних організацій;
- державна політика у сфері розвитку та використання державної мови та мов національних меншин в Україні;
- засади благодійної діяльності, у тому числі меценатської;
- державна політика у сфері інформації та інформаційної безпеки (крім питань, що належать до сфери національної безпеки та оборони);
- висвітлення діяльності Верховної Ради України;
- державна політика у сфері сімейно-шлюбних відносин;
- державна політика сприяння становленню інституту сім'ї, забезпечення надання державної допомоги сім'ям з дітьми, захисту безпритульних дітей, оздоровлення та відпочинку дітей;
- демографічна політика.